# Red Dead Revolver
Red Dead Revolver je videoigra iz 2004. koju je razvio Rockstar San Diego i objavio Rockstar Games. Ovo je prvi naslov iz serijala Red Dead, a objavljen je za PlayStation 2 i Xbox. Radnja igre je smještena u 1880-te i prati lovca na glave Reda Harlowa koji traži osvetu za ubojstvo njegovih roditelja.

## Igranje
Red Dead Revolver je pucačina iz trećeg lica i akcijsko-pustolovna igra s linearnom pričom. Igrači se mogu boriti protiv neprijatelja koristeći pištolje, rafale, sačmarice, lovačke noževe, molotovljeve koktele i dinamit. Novo oružje se može kupiti na kraju svake razine. Razine obično završavaju borbom s bossom, a svaki boss ima nagradu za glavu koja se skuplja nakon što je netko ubijen. Svaka razina koristi sustav ocjenjivanja koji nagrađuje igrače sadržajem koji se može otključati, kao što su nova oružja ili likovi za multiplayer mod, ovisno o tome koliko su dobro ispunili određene ciljeve, kao što je vrijeme potrebno za završetak razine ili preciznost pucanja.

## Radnja
Kasnih 1860-ih, istraživači Nate Harlow i Griff pronalaze zlato u području zvanom Bear Mountain izrađuju dva identična revolvera, od kojih svaki uzima po jedan. Kada je Griffa zarobila meksička vojska, on uvjerava pokvarenog vojnog generala Javiera Diega da mu poštedi život nudeći mu otkrivanje gdje je skriveno zlato. Diego naređuje svojoj desnoj ruci, američkom plaćeniku koji sebe naziva pukovnikom Darenom, da ubije Natea i njegovu obitelj kako bi prikrio lokaciju zlata. Daren sa skupinom ubija Natea i njegovu ženu, Falling Star, ali njihov sin Red, bježi nakon što je očevim revolverom upucao Darena u lijevu ruku.
Dvanaest godina kasnije, Red je postao nemilosrdni lovac na glave. Nakon što pobije bandu odmetnika predvođenih Krvavim Tomom, odnese njihova tijela u grad Widows Patch za nagradu za njihove glave. Tamo upada u zasjedu od strane Ružnog Chrisa i njegovih ljudi, koji kontroliraju grad; uz pomoć šerifa O'Gradyja, Red ih također ubija. Teško ranjenog O'Gradyja, Red odvodi u Brimstone, najbliži grad s liječnikom, sprečavajući pljačku vlaka na putu do tamo. U Brimstoneu, Red susreće lokalnog zakonodavca šerifa Bartletta, koji mu nudi nekoliko nagrada za opake odmetnike koji muče to područje. Dok prihvaća jednu takvu nagradu, Red se susreće i sprijatelji s englezom Jackom Swiftom; nakon što ga je Red spasio, Jack osobno ubija svog bivšeg poslodavca i njegove pristaše.